# Washington Examiner

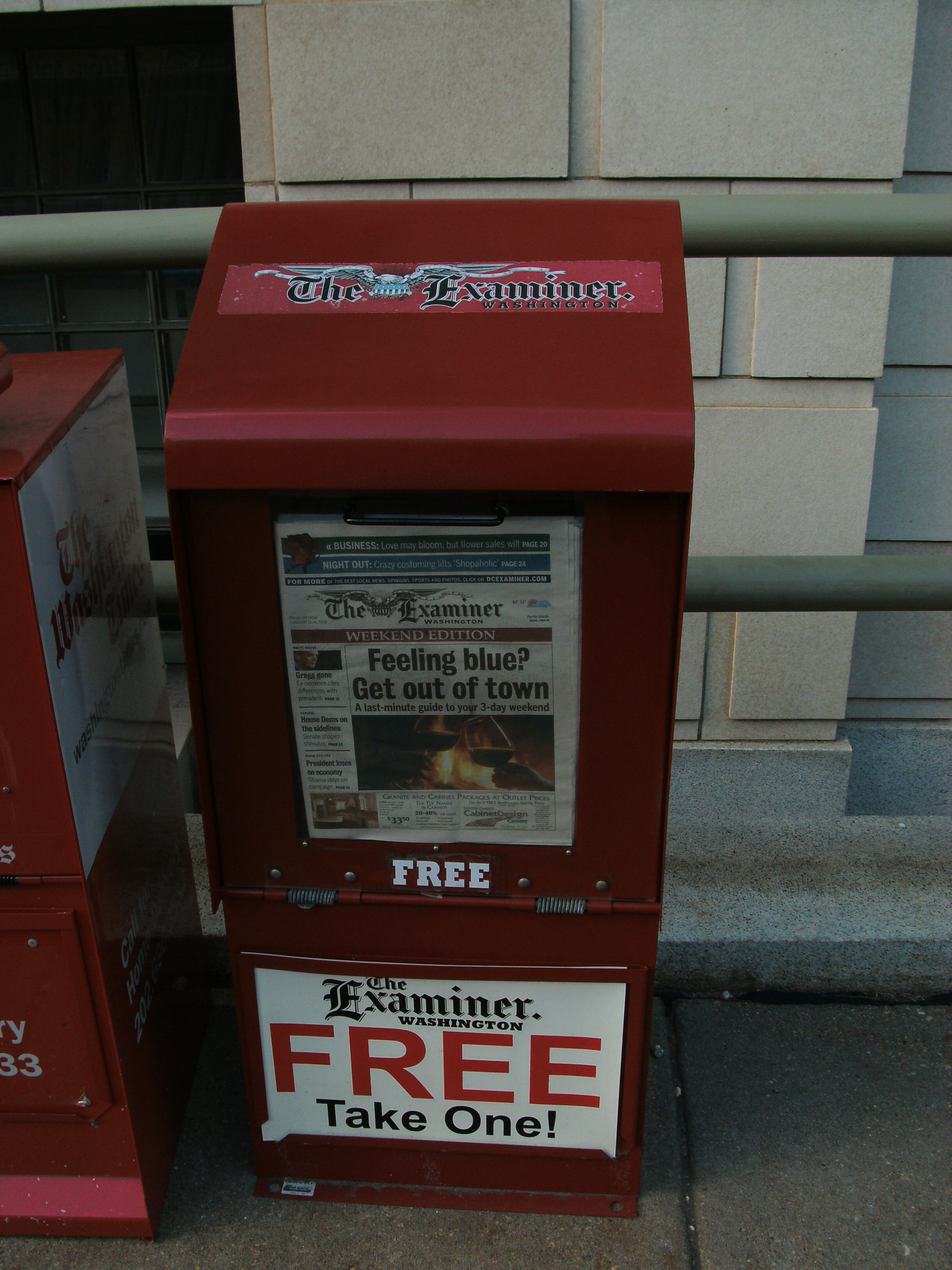
Verkaufsautomat des Washington Examiner

Der Washington Examiner ist ein wöchentlich erscheinendes, politisches Nachrichtenmagazin in den Vereinigten Staaten. Das Magazin und dessen Online-Plattform berichten und analysieren nationale und internationale Politik von einem konservativen Standpunkt aus. Der Washington Examiner wird von der MediaDC, einer Ausgründung der Clarity Media Group des Milliardärs Philip Anschutz, herausgegeben.
Anfang 2005 erschien die erste Ausgabe des Washington Examiner als Tageszeitung im Tabloid-Format. Auf dem übersichtlichen Medienmarkt Washingtons galt er fortan als Mitbewerber zur Washington Post. Laut Politico gewann die Zeitung bis 2009 eine Reihe von Protagonisten mit konservativem Hintergrund als Autoren. Dazu gehörten Byron York (National Review), der politische Analyst Michael Barone (American Enterprise Institute und Fox News) sowie der Investigativ-Journalist David Freddoso (National Review und Autor des Buches The Case Against Barack Obama). Zur Ausrichtung der Zeitung zitierte Politico 2009 einen ehemaligen Mitarbeiter, der sagte, Antschutz „wollte nur noch konservative Kolumnen und konservative Kolumnenautoren“ (“wanted nothing but conservative columns and conservative op-ed writers”).
2013 wurde das Blatt von einer Tageszeitung in ein wöchentliches Magazin umgestaltet. Der inhaltliche Schwerpunkt wurde von regionaler Berichterstattung auf US-weite Themen, Wirtschaft und internationale Politik verschoben. Neuer CEO wurde Lou Ann Sabatier. Zu den Autoren gehört neben anderen der in den Vereinigten Staaten weithin bekannte Radiomoderator Hugh Hewitt.